# Карташево (Ростовская область)
Карташево — хутор в Куйбышевском районе Ростовской области.
Входит в состав Кринично-Лугского сельского поселения.

## Население
| 2010 |
| ---- |
| 232  |

По данным переписи 1926 года по Северо-Кавказскому краю, в колонии Карташево числилось 26 хозяйств и 118 жителей (63 мужчины и 55 женщин), из которых 117 — немцы.

## Улицы
- ул. Калинина,
- ул. Молодёжная,
- ул. Пролетарская.